# Глистюк Фросина Максимівна
Фросина Максимівна Глистюк (нар. 1910, село Лисець, тепер Дунаєвецького району Хмельницької області — ?) — українська радянська діячка, голова Капустянської сільської ради Миньковецького району Кам'янець-Подільської (Хмельницької) області, заступник голови Кам'янець-Подільського облвиконкому. Депутат Верховної Ради СРСР 1-го скликання.

## Біографія
Народилася в бідній селянській родині. У 1910—1918 роках разом із родиною проживала в Пензенській губернії Росії, куди батьки виїхали під час «столипінських реформ». Освіта початкова. З семирічного віку наймитувала в заможних селян та працювала в господарстві батьків.
У 1929 році однією із перших вступила до колгоспу села Лисець на Дунаєвеччині, завідувала колгоспною свинофермою. З 1930 року — голова сільського комітету незаможних селян. У 1931 році закінчила Українські республіканські курси голів сільських рад у місті Харкові. З 1931 по 1932 рік знову завідувала колгоспною свинофермою.
У 1932—1934 роках — голова Миньковецької сільської ради Миньковецького району Кам'янець-Подільської області.
У 1934 — після 1938 року — голова Капустянської сільської ради Миньковецького району Кам'янець-Подільської області.
Член ВКП(б) з 1937 року. Навчалася в партійній школі.
Потім — голова виконавчого комітету Миньковецької районної ради депутатів трудящих Кам'янець-Подільської області.
З січня 1940 року — заступник голови виконавчого комітету Кам'янець-Подільської обласної ради депутатів трудящих.
Подальша доля невідома.